# Leyanis Pérez
Leyanis Pérez Hernández (Cuba, 10 de enero de 2002) es una deportista cubana que compite en atletismo.
Ganó una medalla de bronce en el Campeonato Mundial de Atletismo de 2023, en la prueba de triple salto.

## Palmarés internacional
| Campeonato Mundial                   | Campeonato Mundial | Campeonato Mundial | Campeonato Mundial |
| Año                                  | Lugar              | Medalla            | Prueba             |
| ------------------------------------ | ------------------ | ------------------ | ------------------ |
| 2023                                 | Budapest (Hungría) | Medalla de bronce  | Triple salto       |
| Campeonato Mundial en Pista Cubierta |                    |                    |                    |
| Año                                  | Lugar              | Medalla            | Prueba             |
| 2025                                 | Nankín (China)     | Medalla de oro     | Triple salto       |